# 黒部峡谷

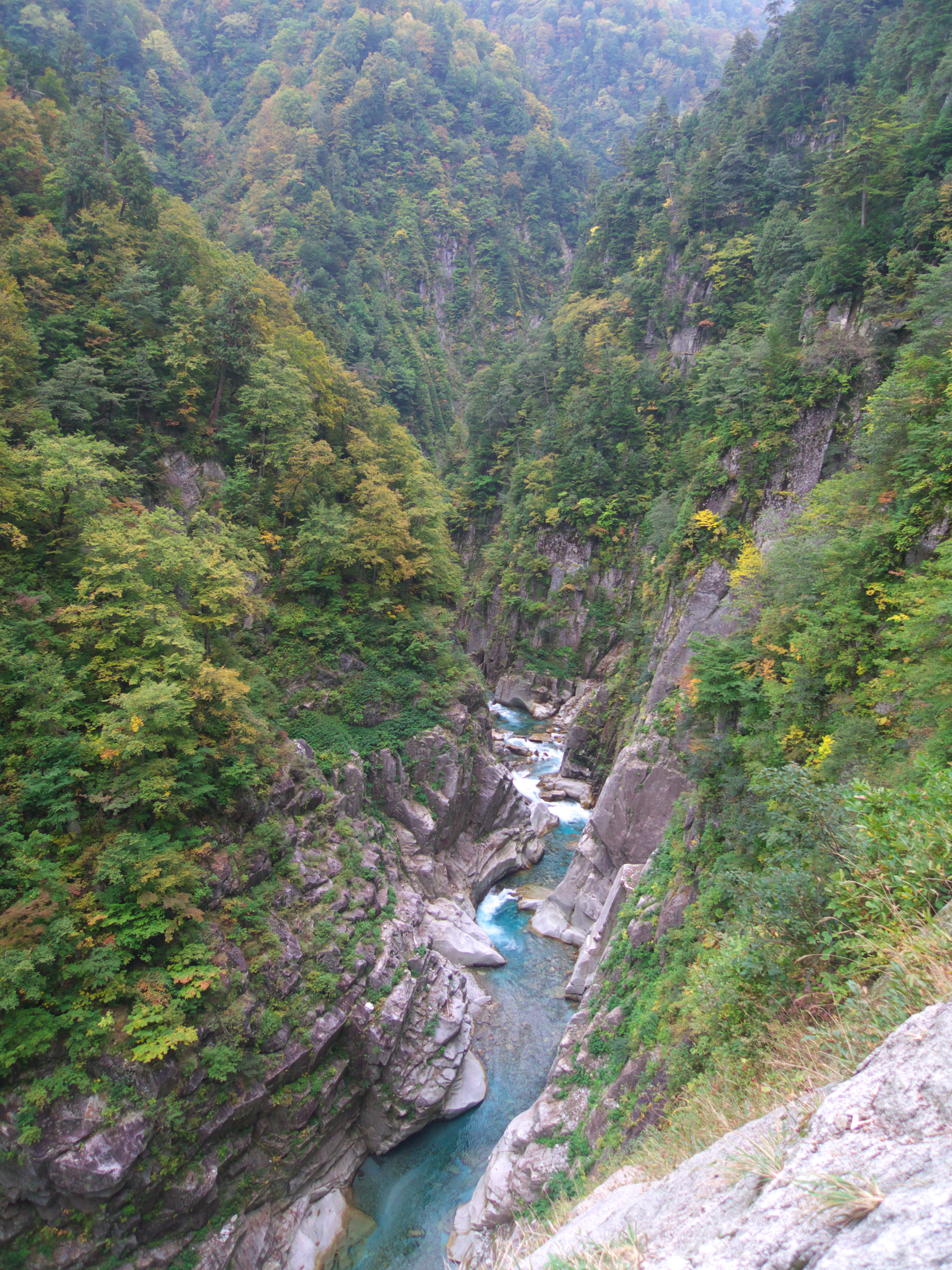
下廊下・S字峡

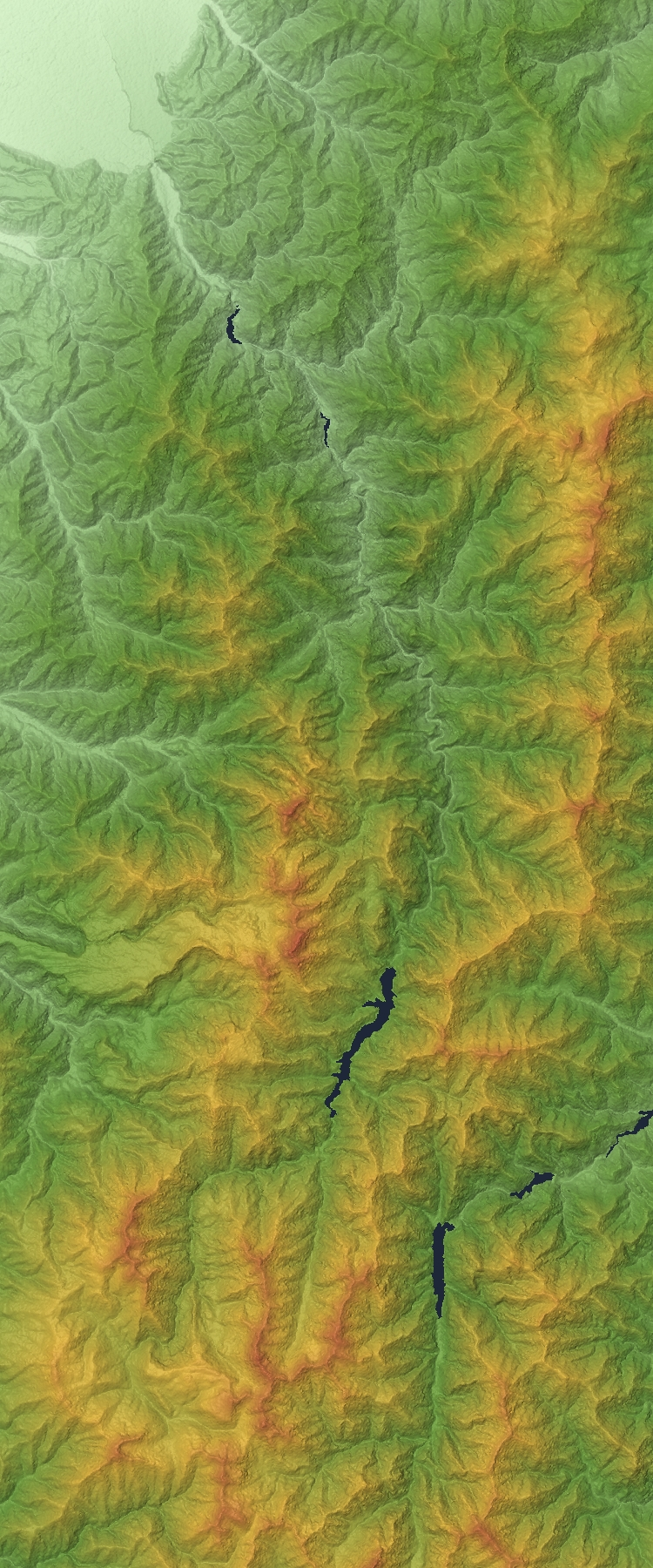
黒部峡谷の地形図

黒部峡谷（くろべきょうこく）は、富山県黒部市、黒部川中流 - 上流にある峡谷（V字谷）。立山連峰と後立山連峰の間を分けるように北上する黒部川が花崗岩質の岩石を下刻して形成した日本一深い急峻な谷である。中部山岳国立公園に含まれており、国の特別天然記念物（天然保護区域）及び特別名勝に指定されている。清津渓谷、大杉谷とともに日本三大渓谷に選定され、また日本の秘境百選の一つにも挙げられている。

## 概要
北アルプス（飛騨山脈）の隆起と侵食により形成された峡谷である。黒部川上流域に位置しており、黒部湖を境に下流側の「下廊下」（しものろうか）と上流側の「上廊下」（かみのろうか）に分けられる。上廊下のうち薬師沢小屋から源頭部までは「奥廊下」（おくのろうか）と呼ばれる。黒部ダムが完成するまでは下廊下と上廊下の間に「中廊下」（なかのろうか）もあったが、現在は黒部ダムのダム湖である黒部湖の下に沈んでいる。ここでいう「廊下」とは両岸の垂直の岸壁を戸障子を立てた廊下に見立てた呼称で、釣り人か猟師が名付けたといわれている。
江戸時代、加賀藩の藩政時代には黒部奥山廻役の監視のもとに森林の保護が図られた。明治時代になると一般に開放され、峡谷を横断する有料道路（立山新道）が開通したほか、遠山品右衛門が平の小屋（後に黒部湖造成により水没）を建てるなど人の出入りが増え、多くの登山家たちが黒部を目指すようになった。中でも冠松次郎は精力的に峡谷を探検したことで「黒部の父」と呼ばれている。
峡谷では、大量の電力を必要とするアルミニウム精錬のための水力発電開発が第二次世界大戦前から行われてきた（「黒部川」及び「黒部ダム」を参照）。まず1920年（大正9年）に黒部川第三発電所の建設資材運搬のため欅平と仙人谷間の約13キロを結ぶ水平歩道が開かれ、人員や資材を運ぶため、黒部川左岸の岩壁を鑿や鏨で削って建設された。さらに1925年（大正14年）から1929年（昭和4年）にかけて黒部ダムと黒部第四発電所の建設の調査のため、仙人平から黒部ダムまでの16.6キロを結ぶ旧日電歩道が設けられた。
1964年（昭和39年）7月10日、「黒部峡谷附猿飛並びに奥鐘山」として特別名勝・特別天然記念物に指定された。指定地は農林水産省が所有している（住所は黒部市宇奈月町黒部字黒部奥山国有林、中新川郡立山町芦峅寺ブナ坂外国有林）。中部山岳国立公園に含まれる険しい山岳地形の位置にあり、一般による活用には限界があるが、大規模水力発電施設群が立地している。

## 地形

### 下廊下
「下ノ廊下」または「下の廊下」とも表記される。上流から白竜峡、十字峡、S字峡、猿飛峡といった渓谷景勝地が位置している。
欅平から仙人谷までは水平歩道が、その上流では日電歩道が黒部ダムまで続いていて、上級者向けの登山道として利用されているが、峡谷に残る残雪が初夏になって消えてから道の整備が始まること、また11月に入ると凍結や積雪が始まることから、このコースを通行できるのはその間の1 - 2か月に限られる。また、川面から数十～百メートルほどの高さを谷の絶壁に沿って通された幅員狭小の区間が長く続く難易度の高いコースであり、2019年には10月だけで5人が転落死するなど事故が絶えない。富山県が公表している山のグレーディングでは、欅平から黒部ダムまでのルートの体力度は「9」（2 - 3泊以上が適当）、技術的難易度は最高レベルの「E」（緊張を強いられる厳しい岩稜の登下降や転滑落の危険個所が連続する）とされている。最も賑わうのは紅葉が美しい10月である。ルート途中にある山小屋「阿曽原温泉小屋」は、雪の重みによる倒壊を避けるため、冬季は解体して部材をトンネルに収納する。
- 十字峡
- 白竜峡
- 下廊下登山道の一区間

### 上廊下

#### 地理
「上ノ廊下」または「上の廊下」とも表記される。黒部湖上流側をいうが一般には薬師沢の出合までの区間をいう。登山道はなく、沢登りの対象となる。

#### 沢登り
下流域ほど水量が多く、支流や源頭部には雪渓が残っているため水温が低い。数年ごとに死者が出ている。技術的には登攀の要素は少なく、ロープは渡渉のために使用される。「下の黒ビンカ」「上の黒ビンカ」などの難所がある。
薬師沢小屋で終了するか、奥の廊下まで継続するかで下山ルートが大きく異なる。薬師沢小屋から太郎平小屋経由で折立に下山する場合、全行程は2泊3日も可能となる。
源頭部まで遡行した場合、一般に沢中に2泊が必要となる。入渓点の奥黒部ヒュッテまで黒部ダムから1日かかるので、最短でも3泊4日の行程となる。源頭部からは三俣蓮華岳もしくは鷲羽岳に達する。
薬師沢小屋から上流方向へ進んだところで合流する赤木沢は、複数の滝があり沢登りに利用される。
- 上廊下の空撮

## 観光
黒部峡谷はその玄関口として黒部川の中流域に位置する宇奈月温泉とともに観光資源となっている。宇奈月温泉街から黒部峡谷へは黒部峡谷鉄道が運行されている。周辺には宇奈月温泉のほか黒薙温泉、鐘釣温泉などの温泉地も点在している。上流の黒部ダムには山岳観光ルートの立山黒部アルペンルートがある。